# Zanne

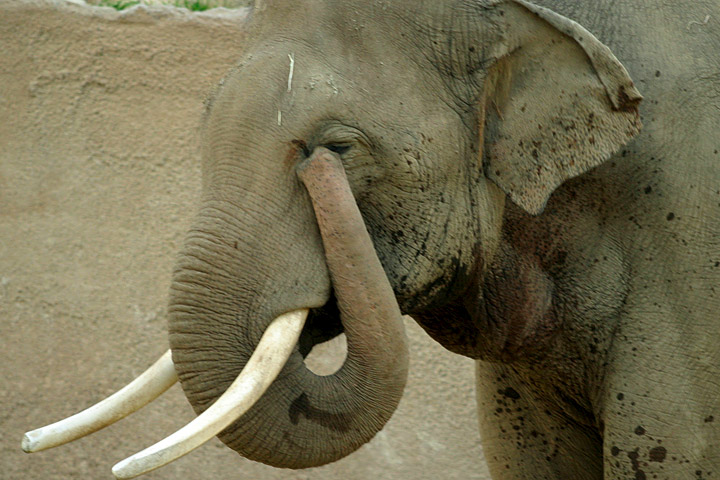
Le zanne di un elefante

Il termine zanna, nella lingua italiana, ha una duplice accezione.
In un senso, indica dei denti lunghi e acuminati, che nei mammiferi sono i canini (soprattutto quelli dei Carnivori, come il leone, la tigre, il leopardo, il lupo, l'orso, la iena ecc.). Il loro scopo è quello di afferrare e dilaniare le prede, o anche solo stringerle in una presa mortale a seconda della tecnica di caccia impiegata. Nel celebre libro Zanna Bianca, il riferimento è ai denti del lupo. In alcuni serpenti, possono iniettare veleno poiché collegate a ghiandole velenifere. Anche nei ragni per analogia si parla di zanne, ma non si tratta di veri denti bensì di due cheliceri formati da due segmenti ciascuno: la zanna per l'appunto (o aculeo) e il segmento basale. La zanna dei ragni è l'equivalente organico dell'ago ipodermico che può penetrare in profondità nella pelle, nella pelliccia o nell'esoscheletro della preda.
In un altro senso, utilizzato solitamente al plurale, indica una coppia di denti ingranditi oltremisura a causa della funzione acquisita, che sporge dalla bocca di alcuni mammiferi in maniera molto vistosa come per esempio nel caso dell'elefante, e chiamati, meno spesso, difese o marfili. In questo caso sono usate per difendersi ma anche per offendere e per lottare e le zanne, un tempo denti normali, con l'evoluzione si sono sviluppate divenendo un segno distintivo per gli animali che le posseggono. Tra gli animali dotati di zanne vi sono l'elefante, l'ippopotamo, il cinghiale, il facocero, il tricheco tra gli individui delle specie viventi, il mammut, la tigre con i denti a sciabola e l'Odobenocetops per le razze estinte. I denti che col tempo sono divenuti zanne non sono gli stessi in tutte le specie di animali che ne sono dotati: nell'elefante si tratta di due incisivi superiori, nel cinghiale dei canini superiori, che sono più sviluppati nei maschi adulti, nell'ippopotamo, infine, dei canini inferiori.
Le zanne dell'elefante sono particolarmente pregiate perché, essendo di avorio, sono considerate di grande valore. Da quest’ultimo si ottengono collane, bracciali, pettini ed altre suppellettili – nonostante la Convenzione di Washington ne vieti il commercio. I mammut avevano zanne lunghissime, e ritorte verso l'alto come gli elefanti; le tigri con i denti a sciabola, zanne ritorte verso il basso. 
Questa duplice accezione non sempre esiste in altre lingue. In inglese, per esempio, le zanne intese come denti affilati vengono definite fangs, mentre le zanne intese come denti eccezionalmente cresciuti vengono chiamate tusks. In francese sono rispettivamente crocs e défenses.